# Station Sindanglaut
Sindanglaut is een spoorwegstation in de Indonesische provincie West-Java.

## Bestemmingen
- Feeder Ketanggungan: naar Station Cirebon en Station Ketanggungan
- Kutojaya Utara: naar Station Tanahabang en Station Kutoarjo
- Progo: naar Station Pasar Senen en Station Lempuyangan
- Senja Bengawan: naar Station Tanahabang en Station Solo Jebres
- Gaya Baru Malam Selatan: naar Station Jakarta Kota en Station Surabaya Gubeng